# گیل هاتورن
گیل هاتورن (به انگلیسی: Gale Hawthorne) یکی از شخصیت‌های خیالی سه‌گانه عطش مبارزه است که توسط سوزان کالینز نوشته شده‌است. او بهترین دوست کتنیس اوردین است.

## معرفی شخصیت
او ۱۸ ساله است و بهترین حامی و دوست کتنیس اوردین می‌باشد. او و کتنیس اغلب به جنگل برای شکار می‌رفتند و پدر هر دو در انفجار معدن کشته شدند. بنابراین مادر گیل مجبور است با رخت شویی مخارج زندگی خود را تأمین کند و گیل هم با شکار کردن و فروش آنها. او هنگامی که ۱۴ ساله بود برای اولین بار با کتنیس ۱۲ ساله آشنا شد. گیل چون از همه بزرگتر بود در سن چهارده سالگی حامی خانواده شد. او برای ژتون ثبت نام شده بود، که آن‌ها را مشمول آذوقهٔ ناچیز غله و روغن می‌کرد، در عوض باید اسمش را در قرعه کشی برای خراج شدن به دفعات بیشتری وارد می‌کرد. به علاوه، حتی آن موقع هم، تله‌گذار ماهری بود. اما برای نگهداری خانواده پنج نفره کفایت نمی‌کرد و هیزل (مادرش) مجبور بود تا روی آن تختهٔ رختشویی کار کند و پوست انگشتش را به استخوان برساند.